# 480p
480p es el nombre corto para una de las categorías de los modos de vídeo. El número 480 representa 720 líneas horizontales de resolución de pantalla, mientras que la letra p significa barrido progresivo.

## Visión general
Tiene una resolución de 640x480 píxeles = 307.200 píxeles (0,3 megapíxeles). 480p es muy común en países que usan o han usado el sistema entrelazado NTSC como Estados Unidos, Colombia y Japón.
El frame rate es de normalmente 30 o 60 hercios y puede venir indicado después de la letra. 480p60 es considerada enhanced-definition television (EDTV). Puede ser usada en varios sistemas como la televisión digital, ATSC y DVB.

## SDTV
Las resoluciones más usadas son la de 854 pixeles y 16:9 aspect ratio en la televisión de resolución panorámica, o de 640 pixeles y 4:3 de aspect ratio en la televisión de definición estándar (SDTV).

## Historia

### Predecesor
120p es el nombre corto para una de las categorías de los modos de vídeo.

### Sucesor
540p es el nombre corto para una de las categorías de los modos de vídeo.